# (20481) Sharples
(20481) Sharples (1999 NW37) – planetoida z pasa głównego asteroid okrążająca Słońce w ciągu 3,73 lat w średniej odległości 2,4 j.a. Odkryta 14 lipca 1999 roku.